# Гремячее (Житомирская область)
Гремячее (укр. Грем'яче) — село на Украине, основано в 1894 году, находится в Романовском районе Житомирской области.
Население по переписи 2001 года составляет 261 человек. Почтовый индекс — 13021. Телефонный код — 4146. Занимает площадь 81,2 км².

## Адрес местного совета
13021, Житомирская область, Романовский р-н, с.Карвиновка